# Monde chinois (revue)
Pour l'espace géopolitique, voir Monde chinois.
Monde chinois est une revue de référence consacrée à l'analyse des évolutions économiques, stratégiques, politiques et culturelles de l'ensemble formé par la République populaire de Chine, Taïwan, Hong Kong et Singapour. Créée par Jacques Baudouin en 2004, la revue est aujourd'hui éditée par les Éditions ESKA.

## Histoire
La revue est fondée par Jacques Baudouin, directeur de l'Institut Choiseul.
En novembre 2008, l'Institut Choiseul et Pascal Lorot ont été critiqués, lorsque l'institut a supprimé un article de sa revue Monde chinois et envoyé tous les exemplaires au pilon pour en faire sortir une version expurgée. L'article de Francis Deron critiquait les illusions de certains hommes politiques français sur le maoïsme et la révolution culturelle et ses millions de morts,. Le tribunal de grande instance de Paris a donné raison à Francis Deron  et Pascal Lorot, le plaignant, n'a pas fait appel de la décision. L'article a été publié en soutien dans la revue Commentaire, sur Mediapart et Contrepoints.